# Екзампей
Екзампе́й або  Ексампій (дав.-гр. Ἐξαμπαῖος, укр. Священні шляхи) — історична місцевість в Україні на межі Кіровоградської та Миколаївської областей на порубіжжі земель алазонів і скіфів-орачів, між ріками Гіпаніс (Південний Буг) і Борисфен (Дніпро), навпроти зближення річищ Тираса (Дністер) і Гіпаніса . Вважається сакральним центром Великої Скіфії, де за наказом володаря країни Аріанта за легендами було виготовлено і встановлено сакральну пам'ятку народу, символ об'єднання скіфських племен — Священний казан. Цей величезний казан зроблено з наконечників стріл, які були принесені за наказом царя Аріанта, – по одному наконечнику від кожного скіфа.
Описана «батьком історії» Геродотом. За Геродотом, тут до Гіпаніса впадало джерело з гіркою водою. Назва місцевості та джерела перекладалася зі скіфської мови як "Священні шляхи", а такими вважалися шляхи торгівлі або так чи інакше пов'язані з вшановуваними святинями. 
Щодо місцезнаходження Екзампею існують різні гіпотези. Перспективними видаються пошуки цієї місцевості в нижній течії річки Синюха (притока Південного Бугу). Деякі дослідники вважають Екзампей також місцем проведення щорічних скіфський свят, про які згадує Геродот (IV, 7), і на цій підставі розміщують його ближче до центру "скіфського квадрата", у верхів'ях річок Тясмин або Інгулець (обидві притоки Дніпра). 
Згідно з дослідженнями В. І. Петрука, місцевість Екзампей розташована на межі сучасної Кіровоградської та Миколаївської областей, у районі висоти 269 м (48°09′ пн. ш. 31°47′ сх. д. / 48.150° пн. ш. 31.783° сх. д.) на гребені вододілу поміж верхніми витоками Мертвоводу (річок Костувата) і Чорного Ташлика (Бежбайраки), неподалік села Вільні Луки (що належить до Кропивницької сільської ради) Новоукраїнського району Кіровоградської області (Див. місцевість Екзампей на топографічній карті.  [Архівовано 11 березня 2007 у Wayback Machine.]). Це найвища точка в усіх правобережних степах. Розташована вона неподалік від межі з лісостепом і, таким чином, лягає якраз на межу поміж археологічно вивченим ареалом скіфів-орачів та їх південними сусідами — алазонами.
Звідси на північ починається Бежбайрак (Башбайрак) з витоком однієї з приток Чорного Ташлика, що тече через село Вільні Луки. А на південь в урочищі, зі скелястого джерела бере початок річки Костувата — центральна верхня притока Мертвоводу, які разом ідентифіковані як річка Екзампей. В цьому ж урочищі знайдено велике кам'яне плато, яке, на думку Володимира Петрука, за аналогією до грецького «омфала» в Дельфах і кельтського величезного каменя в Уснеху, можна назвати «пупом скіфської землі».